# عقل جميل (فلم)
عقل جميل  (بالإنجليزية: A Beautiful Mind) هو فيلم سيرة ذاتية أمريكي صدر عام 2001، يحكي قصة حياة جون فوربس ناش الحائز على جائزة نوبل في الاقتصاد. وهذه القصة مستوحاة من الكتاب الأفضل مبيعا والمرشح لجائزة بوليتزر عام 1998 والذي يحمل نفس الاسم من تأليف سيلفيا نصار. أخرج الفيلم رون هوارد وكتبه أكيفا جولدسمان، ولعب أدواره الأساسية كلا من: راسل كرو، وجينيفر كونيلي، وإد هاريس، وكريستوفر بلومير وبول بيتاني.
عرض الفيلم لأول مرة في دور السينما الأمريكية يوم 21 ديسمبر 2001. ولاقى استقبالا جيدا من النقاد، وحقق أكثر من 300 مليون دولار في جميع أنحاء العالم، وفاز بأربعة من جوائزالأوسكار، منها جائزة أفضل فيلم، وأفضل مخرج، وأفضل سيناريو لفيلم، وأفضل ممثلة مساعدة، كما رشح لجائزة أفضل ممثل، وأفضل تحرير، وأفضل ماكياج، وأفضل موسيقى. ومع ذلك فقد تعرض الفيلم لانتقادات بسبب عدم دقة تصوير بعض جوانب حياة ناش، مثل تصويره لجانب خيالي من هلوساته البصرية والسمعية، بينما هي في الواقع هلوسات سمعية فقط، وأيضا، تعارض حقيقة تناول ناش للأدوية بين الكتاب والفيلم، إذ استنتجت نصار في كتابها أن رفض ناش لأخذ العلاج «ربما كان من حسن الحظ»، لأن آثارها الجانبية «سوف تجعل من إعادة دخوله الطفيفة في عالم الرياضيات شبه مستحيلة»، بينما في نَص الفيلم، تحدث ناش قبل تسلمه لجائزة نوبل عن تناوله «أدوية أحدث».

## القصة
تبدأ القصة من السنوات الأولى من حياة ناش الجامعية في جامعة برينستون التي يصل إليها كطالب متخرج حديثا وحاصل جائزة كارنيجي المرموقة في الرياضيات، تنشأ صداقة بين ناش وزميل غرفته تشارلز هيرمان (بول بيتاني) الذي كان يدرس الأدب، والذي سينتقل للإقامة معه وسيصبح أفضل صديق له، ويقابل ناش أيضا مجموعة من طلاب متخرجين آخرين واعدين في الرياضيات والعلوم، مارتين هانسن (جوش لوكاس)، سول (أدم جولدبرج)، إينسلي (جيسون جراي-ستانفورد) وبيندر (أنتوني راب) الذي بدأ معه صداقة غير مريحة.
يبدأ ناش في تحضير الدراسات العليا بتشجيع من مدير جامعة برنستون، والعمل على تطوير مفهوم جديد عن Governing Dynamics أو ديناميكية التحكم، وينشر مقالا عن هذا الموضوع. وبعد أن يشتهر ناش بذكائه، يقوم البنتاجون بدعوته لفك أحد شفرات الاتصال الخاصة بالعدو، واستطاع ذلك وسط دهشة من حوله، يقابل البطل مشرف غامض من وزارة الدفاع الأمريكية، ويطلب منه أن يحبط محاولة للمؤامرة السوفيتية، ويبدأ البطل في البحث عن تلك الأنماط، ولكنها كانت هواجس في ذهنه نظراً لمرضه النفسي، الذي تعرض له وهو انفصام الشخصية.
ينتهى جون ناش من الدراسات العليا، ويتم تعيينه معلماً في جامعة MIT للتكنولوجيا، وفي يوم من الأيام عرض على طلابه مسألة رياضية صعبة وتحدى طلابه في حلها، فقامت أحد طالباته وهي أليشيا لارد (جينيفر كونلي) بحلها، بعد حضورها إلى مكتبه لمناقشة المسألة، الأمر الذي جعلهما يقعان في حب بعضهما، لينتهي الأمر بالزواج.
تزداد حالة جون ناش النفسية سوءاً، ويظن أنه مطارد من عملاء روسيين، ويحاول الفرار منهم، فتشعر زوجته بضرورة استشارة طبيب نفسي، وتصحبه إلى مستشفى الأمراض النفسية، وهناك يحاول جون ناش، عدم التعامل مع الأطباء ظناً أنهم خاطفين من روسيا، ويقوم دكتور روزين المشرف على علاج جون ناش، بتشخيص حالته إنها انفصام في الشخصية  أو Paranoid Schizophrenia.
بعد سلسلة من جلسات العلاج بصدمة الأنسولين، يتم إطلاق سراح ناش بشرط موافقته على تناول أدوية علاج نفسي، ولكن للأدوية آثار جانبية سلبية تؤثر على العلاقة الجنسية والعاطفية مع زوجته، والأمر الأكثر سوءاً على قدرته العقلية. يتوقف ناش سريا بسبب الإحباط عن تناول أدويته، مما أدى إلى انتكاسة في حالته النفسية، تجعله يفقد صوابه ويحاول إغراق طفله الرضيع، بل ويكتب رسائل إلى الحكومة الفيدرالية الأمريكية FBI، والعديد من الجهات الحكومية ويخبرهم أن هناك مؤامرات خارجية ضد الدولة، وكلها كانت مجرد هلاوس يعاني منها جون ناش، نظراً لحالته النفسية السيئة.
يقرر جون ناش أن ينتفض ويكف عن هلاوسه، ويحاول تجاهلها بدلاً من تدمير حياته، فيقرر العودة إلى جامعة برينستون، التي أصبح فيها رئيسا لقسم الرياضيات، كما استطاع أن يحصل على جائزة نوبل في الاقتصاد عام 1994م، لتطويره نظرية الألعاب.

## طاقم الممثلين
- راسل كرو قام بدور جون فوربس ناش عبقري في الرياضيات ومهوس بالبحث عن فكرة جديدة لضمان إرثه. وكانت هناك صعوبة عند اختيار كرو، الذي كان محبوبا من المنتجين، وعندما ذهب ليقوم بتصوير فيلم غلاديايتر  في توقيت زمني مختلف وكان من الصعب الوصول إليه لفترة من الوقت لجعله يعمل في المشروع.[3]
- جينيفر كونيلي قامت بدور اليشيا ناش طالبة سابقة لناش والتي قابلت اهتمامته. تم اختيار كونلي للتمثيل بعد أن قام رون هوارد بعمل مقارنة بينها وبين اليشيا ناش، في كل من الجانب الأكاديمي وملامح الوجه.[3]
- بول بيتاني قام بدور تشارلز هيرمان زميل غرفة ناش المرح والداعم وأفضل صديق ملازم له طوال الوقت حتي التخرج من الكلية.لم تتم كتابة شخصية تشارلز ليكون بريطانياً ولكن قدم المخرج بريان هيلجلاند شريطاً لبيتاني في A Knight's Tale.وافق صانعوا الفيلم علي أن يمكن للشخصية أن تكون بريطانية، علي أساس أداء بيتاني في الفيلم.[4]
- إد هاريس قام بدور وليام بارتشر. عميل حكومي عالي التفاني والقوة يعمل لوزارة الدفاع.يجند ناش للمساعدة في مكافحة الجواسيس السوفيت.
- جوش لوكاس قام بدور مارتن هانسن.منافس ناش الودود من أيام كليه الدراسات العليا بجامعة برنستون. والذي يخبر هانسن ناش في النهاية أن لا أحد يفوز، وانهم في تلك المرحلة يعتبرون إن أحدهما والاخر متساويا.
- آدم غولدبرج قام بدور سول. صديق لناش من جامعة برنستون الذي تم اختياره مع بيندر ليعملوا في معهد ماساتشوستس للتكنولوجيا.
- أنتوني راب قام بدور بيندر. صديق لناش من جامعة برنستون والذي يتم اختياره مع سول للعمل معه في معهد ماساتشوستس للتكنولوجيا.
- فيفيان كاردوني قامت بدور مارسي. ابنة شقيق تشارلز الصغيرة.
- كريستوفر بلومير قام بدور دكتور روزين.طبيب ناش في مستشفى الأمراض النفسية.
- جود هيرش قام بدور هيلنجر رئيس قسم الرياضيات في برينستون.

## الإنتاج
عندما قرأ المنتج بريان جريزر لأول مرة مقتطفات من كتاب سلفيا نصار عقل جميل في «Vanity Fair».قام جريزر علي الفور بشراء حقوق الكتاب من أجل الفيلم.في النهاية قدم المشروع إلى رون هوارد، الذي كان لديه تضارب في المواعيد واضطر إلى الاعتذار.ذكر جريزر لاحقا أن العديد من قائمة أفضل المخرجين كانوا يكون لديهم وجهة نظر حول مشروع الفيلم.ركز في نهاية الأمر علي مخرج بعينه والذي كان بالصدفة متاحا في نفس الوقت الذي كان فيه هوارد متاح.اضطر جريزر ان يقوم بإتخاذ قرار واختار هوارد.
ثم اجتمع جريزر مع عدد من كُتاب السيناريو، معظهم غالبا من «كُتاب الدراما الهامين»، ولكنه اختار أكيفا جولدسمان عوضا عنهم، بسبب عاطفته القوية ورغبته في المشروع.كان إبداع جولدسمان في المشروع هو أن لا يدع المتفرجين يدركوا أنهم يشاهِدوا حقيقة بديلة حتي نقطة محددة في الفيلم.و تم ذلك للاستحواذ علي مشاعر المتفرجين في نفس الوقت الذي كان في ناش أيضا كذلك.وافق هوارد علي إخراج الفيلم علي أساس أول مسودة. ثم طلب من جولدسمان إبراز جانب قصة الحب.
تم استشارة ديف باير، وهو أستاذ رياضيات في كلية برنارد حول المسائل الرياضية التي تظهر في الفيلم.يوضح باير لاحقا انه اقترب من دوره الاستشاري كممثل عندما قام بإعداد المعادلات، مثلما كان ناش مجبرا أن يُدرس صف التفاضل والتكامل، وبطريقة تعسفية يضع مسألة معقدة علي السبورة.ركز باير علي شخصية لم تكن تُريد تدريس تفاصيل عادية وكان معنياً أكثر بما هو مثيرا للاهتمام.تلقي باير دورا شرفيا في الفيلم في دور أستاذ يسلم قلمه لناش في مراسم القلم قرب نهاية الفيلم.
تم اختيار جريج كانوم ليصنع تأثيرات المكياج من أجل عقل جميل، وبخاصة مرحلة التقدم في السن للشخصيات.عمل راسل كرو من قبل مع كانوم في فيلم The Insider.كما عمل هوارد أيضا مع كانوم في فيلم Cocoon.تتحلل كل مراحل المكياج للشخصية حسب عدد السنين التي قد تمر بين المستويات.شدد كانوم علي الدقة بين المراحل، ولكن عمل علي المرحلة النهائية «لناش الأكبر في العمر» كان من المقرر اساسا ان يقوم قسم المكياج بعمل مكياج يكاد يجعل راسل كرو أكبر في السن خلال الفيلم، بينما طلب كرو أن يكون الهدف من المكياج أن يجعل شكل كرو شبيه بملامح وجه جون ناش الأصلي.طور كانوم مكياج جديد من نوع السيلكون الذي يمكن أن يضاهي البشرة ويُستخدم للتطبيقات الداخلية، لتقصير وقت وضعه من 8 ساعات إلى أربع ساعات.تم أيضا أخذ مقاسات أسنان كرو لعمل عدد من أطقم أسنان لمنحه ضب خفيف طوال الفيلم.
اختار هوارد وجريزر جيمس هورنر للموسيقي التصويرية للفيلم بسبب اعتياده وقدرته علي التواصل.قال هوارد فيما يتعلق بهورنر «أنه مثل التحدث مع كاتب أو ممثل أو مخرج أخر» كان النقاش الدائر بين المخرج والمؤلف الموسيقي عن مفهوم المستوي العالي من الرياضيات أن يكون أقل عن الأرقام والحلول، وأقرب إلى المشكال، حول ذلك تدور وتتغير الأفكار.بعد أول تصوير الفيلم، يقول هونر لهوارد «أري تغييرات تحدث بسرعة مثل سرعة حركة أنظمة المناخ.» إختارها كموضوع أخر ليصل ناش بشخصيته المتغيرة باستمرار.اختار هونر المغني الويلزي تشارلوت تشيرش ليغني منفردا بعد أن قرر انه يحتاج إلى توازن بين صوت غناء الطفل والناضج.انه يريد «النقاء والوضوح وسطوع أداة» ولكن أيضا تهديج الصوت للحفاظ على الإنسانية للصوت.
تم تصور 90% من الفيلم بتسلسل زمني.تم الذهاب في ثلاث رحلات منفصلة إلى حرم جامعة برنستون.أثناء التصوير، قرر هوارد أن أوهام ناش يجب أن تُقدم سمعيا أولاً ثم بصريا.وهذا لا يقدم دليلاً بصرياً فقط، ولكن تكون الاوهام من وجهة نظر ناش. كانت أوهام جون ناش الحقيقي هي سمعية فقط أيضا.تم تطوير تقنية جديدة أيضا لتصور ظهور ناش.بعد التحدث مع عدد من علماء الرياضيات الذين وصفوها كـ «وضوح الدخان» و«ومضات من الضوء» و«كل شيء يأتي معا» قرر صانعوا الفيلم أن يظهر وميض من الضوء فوق شيء أو شخص
ليشير إلى إبداع ناش في عمله. تم الإتنهاء من تصوير ليلتان في حرم جامعة فيرلي ديكنسون في فلورهام بارك في ونيوجيرسي في قاعة احتفلات فانربيلت مانشين.

## إصدار الفيلم
تلقي عقل جميل إصدار محدود في 21 ديسمبر 2001، متلقياً انتقادات ايجابية تم إصداره في وقت لاحق في أمريكا في 4 يناير 2002.أظهرت مجلة روتن توماتوز نسبة تأييد 78% بين النقاد باجماع عن الفيلم ذاكرين أن "فيلم عقل جميل المُمَثل جيداً في كل من جانب قصة الحب المؤثرة والنظرة الكاشفة عن المرض العقلي" منح روجر أيبرت الفيلم أربعة نجوم (أعلي نسبة له) في رأيه النقدي في مجلة شيكاغو صن تايمز وبجانب المذيع ريتشارد روبر في البرنامج التلفزيوني إيبرت وروبر، منح الفيلم "تقييم "ممتاز".ذكر روبر أيضا أن "هذا هو أحد أفضل الأفلام لهذا العام". منح مايك كلارك من USA Today ثلاث نجوم ونصف من أربع نجوم كما أشاد بأداء كرو وأشار إليه كفيلم ناجح أخر مثل فيلم هوارد السابق Grinch ، بينما وجد ديسون تومسون من الواشنطن بوست ان الفيلم هو "أحد تلك الأفلام المقدمة بتركيبة موضوع هام"، وأعطي تشارلز تايلور من مجلة صالون الفيلم نقدا لاذعا، داعيا أداء كرو "أكبر قدر من الهراء والكلام الفارغ علي شاشة هذا العام" تم الإشادة بالرياضيات في الفيلم من مجتمع المهتمين بالرياضيات، بما في ذلك جون ناش الحقيقي.
خلال عطلة الخمسة أيام لنهاية الأسبوع من النسخة المحدودة، تم افتتاح عقل جميل ليحتل المركز الثاني عشر من شباك التذاكر، وليبلغ زروته في المركز الثاني علي نطاق أوسع. بلغ إجمالي إيراد الفيلم 170 مليون دولار في أمريكا الشمالية و 313 مليون دولار في جميع أنحاء العالم.
أيضا في عام 2002، حصل الفيلم علي جائزة الاوسكار عن أفضل سيناريو لفيلم (أكيفا جولدسمان)، وأفضل فيلم (بريان جريزر ورون هوارد، الإخراج (رون هوارد) وممثلة مساعدة (جينيفر كونلي).كما تلقى أربعة ترشيحات أخرى لـ أفضل ممثل في دور رئيسي (راسل كرو)، وتحرير فيلم (مايك هيل ودانيل بي هانلي)، وأفضل مكياج(جريج كانوم وكولين كلاهان)، موسيقي تصويرية أصلية(جيمس هورنر). في عام 2002 منحت الأكاديمية البريطانية لفنون السينما والتلفزيون الفيلم أفضل ممثل وأفضل ممثلة لراسل كرو وجينيفر كونيلي، على التوالي. كما رشحت الفيلم لأفضل فيلم وأفضل سيناريو، وجائزة ديفيد لين كأفضل إخراج. وفي جوائر AFI لعام 2002، فازت جينيفر كونيلي بأفضل أداء لممثلة. كما تم ترشيح الفيلم لفيلم السنة، وممثل السنة (راسل كرو)، وكاتب سيناريو السنة.

## الاختلاف مع الأحداث الفعلية
سرد الفيلم يختلف اختلافا كبيرا من الأحداث الفعلية لحياة ناش.
تعرض الفيلم لانتقادات لهذا، ولكن ذكر صناع السينما على الدوام أنه لم يكن يُقصد بالفيلم أن يمثله حرفيا.  إحدي الصعوبات كانت في تصوير الإجهاد والمرض العقلي بداخل عقل الإنسان. تُقر سيلفيا نصار أن صناع الفيلم «ابتكروا سردا، في حين انه كان بعيداً عن الاحداث الحقيقة، فهو حقيقي بالنسبة لروح قصة ناش» الفيلم جعل من هلوسته بصرية وسمعية بينما، في الحقيقة، كانت فقط سمعية.و كان صحيحاً ان المتعاملين معه، كلاً من أعضاء هيئة التدريس والإدارة، وكانوا يقدموا أنفسهم له علي أنهم من المساعدين والغرباء. حاول برنامج PBS الوثائقي الجنون اللامع أن يُصور حياته بدقة أكثر.
الخلافات كانت كبيرة. عدد قليل بل يكاد لا يوجد أي من شخصيات الفيلم بجانب جون واليشيا ناش، تتطابق بشكل مباشر مع الأشخاص الفعليين. تم انتقاد مناقشة توازن ناش علي ان مبسط زيادة عن اللزوم.في الفيلم، ظهرت هلوسة الانفصام في الشخصية بينما كان في الدراسات العليا، عندما في الحقيقة لم تظهر حتي سنوات بعد ذلك.لم يتم ذكر تجربه ناش المِثلية المفترضة في راند، والتي أنكرها كل من ناش وزوجته.كان ناش أيضا أباً لولد يُدعي جون ديفيد ستير (ولد في 19 يونيو 1953) من إلينور ستير (1921 إلى 2005)، وهي الممرضة التي تخلي عنها عندما علم بحملها.
كما لم يتضمن الفيلم طلاق اليشيا من جون في عام 1963. لم يكن حتى فاز ناش بجائزة نوبل التذكارية والتي قاموا بعدها بتجديد العلاقة بينهما، على رغم أنها سمحت له بالعيش معها بوصفه نزيل بدأ في عام 1970. تزوجا في عام 2001.
ويظهر ناش ينضم إلى مختبر وييلر في معهد ماساتشوستس للتكنولوجيا، ولكن لا يوجد مثل هذا المختبر. وتم تعيينه كمدرس C.L.E. Moore في معهد ماساتشوستس للتكنولوجيا، تقليد مراسم القلم في جامعة برينستون الذي ظهر في الفيلم هو خيالي تماما. الفيلم فيه ناش يقول في وقت تسلمه لجائزة نوبل عام 1994 «أتناول أدوية أحدث»، بينما في الحقيقة لم يتناول ناش أي أدوية منذ عام 1970 فصاعداً، الشيء الذي تم تسليط الضوء عليه في سيرة ناش الذاتية.وذكر هوارد لاحقا انهم اضافوا هذا السطر في الحوار لأنه شعر أن على الرغم من ذلك أن الفيلم يُشجع فكرة أن كل مرضي الفصام يمكن أن يتغلبوا علي مرضهم بدون علاج. لم يُقدم ناش أبدا خطاب قبول لجائزة نوبل. في وقت قريب من ترشيحات أوسكار، اُتهم ناش بأنه معاد للسامية. نفى ناش ذلك وكان من الواضح ان الاتهام كان يهدف للتأثير على الأصوات داخل جوائز الاوسكار.

## إصدار الدي في دي
تم إصدار عقل جميل علي دي في دي في 25 يونيو 2002 كمجموعة من اثنان من الاقراص المدمجة. قدم أول قرص مدمج تعليق صوتي منفصل من المخرج رون هوارد واكيفا جولدسمان، مع حذف مشاهد بتعليق اختياري من ملاحظات المخرج والمنتج.يشمل القرص المدمج الثاني أفلام وثائقية مثل «داخل عقل جميل» فيلم وثائقي عن صناعة الفيلم، «شراكة جميلة، رون هوارد وبريان جريزر» وضع تفاصيل الشراكة بين المخرج والمنتج، «تطور السيناريو» مناقشة ايكفيا جولدسمان كاتب الفيلم، «عملية التقدم في العمر» تفاصيل تأثيرات المكياج، «اختيار رسل كرو وجينيفر كونلي»، «صناعة المؤثرات الخاصة»، «موسيقي الفيلم» وأيضا «مقابلة جون ناش» عارضا جون ناش الحقيقي.يتضمن أيضا لقطات لجون ناش الحقيقي يستلم جائزة نوبل في العلوم الاقتصادية مع ردور أفعال من الفائزين بجوائز الاوسكار، مقارنات كتابة القصة، والإعلان المسرحي واعلان الموسيقي التصويرية الخاصة بالفيلم.

## وصلات خارجية
- الموقع الرسمي
- مقالات تستعمل روابط فنية بلا صلة مع ويكي بيانات

| سبقه المصارع | أوسكار - أفضل فيلم 2001 | تبعه شيكاغو |